# Séisme de 1953 à Céphalonie
Le séisme de 1953 à Céphalonie en Grèce est une série de secousses dont la plus forte a été d'une magnitude de 7,2 le 12 août 1953 à 9 h 24 GMT (11 h 24 heure locale), est le séisme le plus destructeur et le moins étudié du XXe siècle en Grèce. Il a dévasté les deux îles Ioniennes de la Céphalonie et de Zante. L'île entière de Céphalonie a de surcroît été affectée d'un mouvement de surrection d'environ 60 cm et son centre incliné vers l'ouest. 

## Géotectonique du séisme

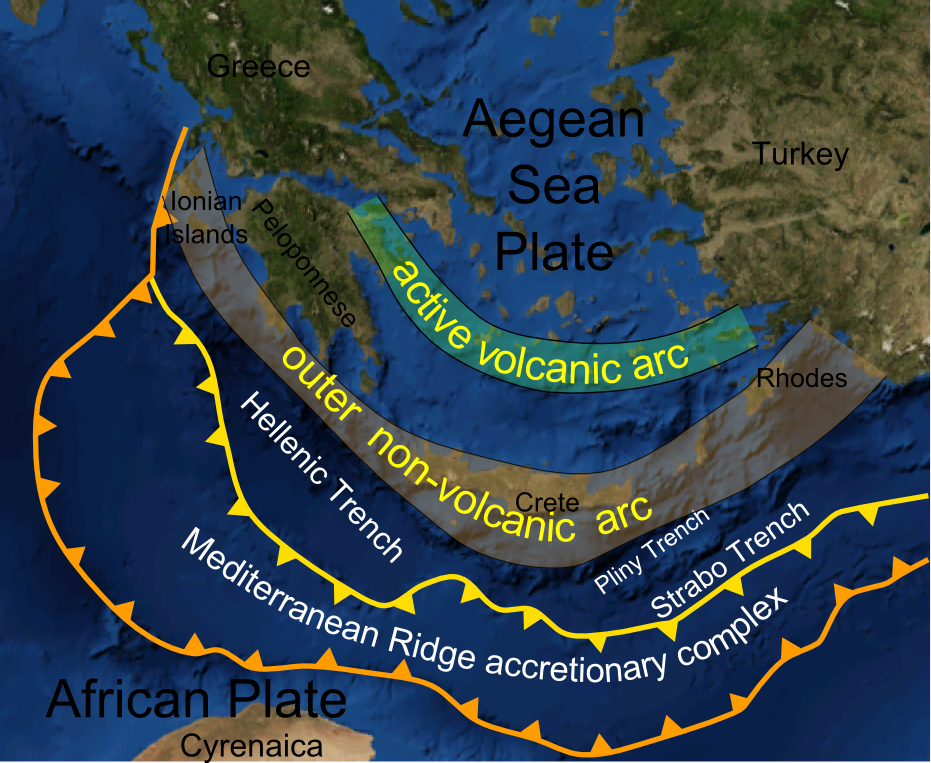
Location de la tranchée hellène.

Deux plaques tectoniques se rencontrent ici : la plaque adriatique, à laquelle appartiennent le mont Ainos et toute la partie ouest de Céphalonie, et la plaque de la mer Égée dont fait partie le mont Kokkini Rachi sur la côte est de l'île. 

Par ailleurs, les deux îles de Céphalonie et de Zante font partie de l'arc hellène, une ligne d'anciens volcans qui contourne la Grèce en passant par le sud de la Crète. Cet arc hellène est doublé au large par la tranchée hellène (vaste fosse sous-marine instable) dont la pointe nord-est est proche des îles Ioniennes, et associée à la subduction de la plaque africaine, : la plaque de la mer Égée a commencé à entrer en collision avec le nord de la plaque africaine il y a 2 à 4 Ma.
En conséquence, la Céphalonie en particulier est traversée par un réseau de failles complexe,. Deux failles parallèles majeures sont inclinées vers l'est, et sont sujettes à un mouvement de piston. Ces deux failles existent indépendamment de la déformation de la base de l'île de Céphalonie, et de celle de la région en général. Ceci est peut-être dû à la présence d'une couche de sel de 1,5 km d'épaisseur, additionnée de plusieurs autres couches de sel plus minces, qui diminuent la cohésion de l'ensemble et réduisent la friction entre les failles et la roche de base lors des mouvements des failles. Cette anisotropie est la raison pour laquelle un événement aussi important que celui du soulèvement de l'entière Céphalonie n'a, toutes proportions gardées, produit que des vagues sismiques relativement minimes (et de ce fait a concentré la destruction sur l'île et ses environs immédiats, sans se propager plus au large). Outre ces deux failles majeures, il en existe d'autres de moindre importance.
Récurrence
Les séismes perçus sont très fréquents dans la région. Il s'en produit à peu près chaque année, y compris en 1953 avant le séisme d'août. Les habitants ont appris à vivre avec de petites secousses fréquentes. Depuis 1444, année où l'on a commencé à les répertorier, et probablement bien avant cette date, des séismes de même ordre de magnitude que celui d'août 1953 se sont produits en moyenne tous les cinquante ans. Se sont ainsi produits, notamment, les deux importants séismes successifs de 1766 et 1767, celui de 1867 et celui de 1953. En 1983, un gros séisme local dont l'épicentre était situé en mer a fait assez peu de dégâts. Le 14 août 2003, Lefkada en subit un autre, qui a suivi le rythme de cinquante ans presque au jour près, sans qu'on ait à déplorer de victimes ni de dégâts matériels. La même année en novembre, un séisme de magnitude 5,3 frappe la Céphalonie et cause quelques dégâts mineurs à Argostóli. En septembre 2005, Lixouri est touché - sans gros dégâts non plus. Le 27 août 2007, un séisme de magnitude 5,1 est enregistré au large de la côte ouest de Céphalonie, lui non plus sans provoquer de dégâts sérieux. 

Le seul séisme répertorié qui ait relevé une île dans la région est celui de 1953, mais des signes indiquent que cela est déjà arrivé auparavant. Lors des analyses diverses réalisées sur l'île après le séisme de 1953, un paléoséisme associant lui aussi un soulèvement de l'île a été identifié vers 1 500 BP.

## La série de séismes
Le premier séisme, un avant-choc de magnitude 6,4, arrive le dimanche 9 août à 7h41 GMT (9h41 heure locale). Son épicentre est à 2 km au large de Chalikeri, sur la côte ouest de la péninsule d'Erisos au nord de la Céphalonie (coordonnées de l'épicentre : 38.43 N, 20.50 E). Plusieurs séismes plus petits se succèdent rapidement dans la même zone dans les jours qui suivent.
Mardi 11 août à 3h32 GMT advient un deuxième avant-choc important, de magnitude 6,8 ; il est encore centré en mer, à 15 km au nord-ouest de Zante (au sud de la Céphalonie, 37,85N, 20,45E). Ce 11 août, les habitants des îles environnantes ressentent des tremblements répétés.
Mercredi 12 août, 9h24 GMT : avec une magnitude de 7,2 le séisme se produit près de Skala à la pointe sud de la Céphalonie. C'est cette secousse qui dévaste les îles de Céphalonie, Zante, et Ithaque.
Suit une quatrième et dernière grosse secousse de magnitude 6,3 le même jour, 12 août, à 12h05 GMT sur la côte est de Céphalonie.

## Effets et dommages
Le séisme du 12 août cause d'autant plus de dégâts que les deux premières grosses secousses avaient déjà fragilisé bâtiments et terrains. Malgré tout le soulèvement de la Céphalonie ne dépend que de la force du séisme du 12 août et de la configuration géologique particulière de l'île.

### Soulèvement de laCéphalonie
L'île a été soulevée de 0,3 à 0,7 m en un bloc à peu près rigide, et sa partie centrale a été inclinée vers l'ouest. Un témoin oculaire sur un navire ancré à Argostóli rapporte que les gens sur le pont du bateau ont sauté de 30 à 40 cm en l'air ; le bateau subit des avaries, après avoir rompu ses amarres et été fortement secoué.

### Glissements de terrain, fissures
Typiques des séismes en régions montagneuses, les glissements de terrain ont ici entraîné avec eux plusieurs villages dans leur totalité, outre le fait qu'ils ont bloqué les routes qu'il aurait fallu emprunter pour dégager les survivants dans les montagnes. Des fissures se sont ouvertes dans le sol, si larges pour certaines qu'elles ont englouti des villages entiers.

### Tsunamis, eaux
Des tsunamis ravagent des côtes de Céphalonie, d'Ithaque et de Zante. Vathy, la capitale d'Ithaque qui est construite dans le creux d'un golfe, est submergée. Les vagues sont si importantes que les habitants, y compris la police qui transmet dans ce sens un appel d'alerte, pensent que l'île s'enfonce et qu'ils vont être noyés. 

La mer et les points d'eau dans les terres bouillonnent constamment pendant plusieurs jours.

### Population
Les estimations des pertes en vies humaines vont de 450 à 600 morts. Le nombre des victimes aurait été beaucoup plus élevé si le séisme était arrivé pendant la nuit. À l'heure du séisme, la plupart des gens s'apprêtent à manger et beaucoup sont dehors en cette saison chaude. De même l'avertissement donné par les deux premiers séismes importants des 9 et 11 août a aidé à limiter le nombre de morts. D'une part ils ont fait fuir un grand nombre de visiteurs ; d'autre part, les résidents permanents ne sont pas autorisés à partir et après la deuxième secousse beaucoup installent une cuisine provisoire à l'extérieur où le danger est moindre. Cependant, tous les opérateurs de télégraphe de Céphalonia sont tués : ils sont les seuls fonctionnaires que le ministre de la Sécurité Sociale, Constantin Adamopoulos, n'ait pas autorisés à sortir leur équipement de travail du bâtiment où ils sont installés - et ils ne pouvaient abandonner leur poste puisque les gens avaient besoin de communiquer. Ils mourront tous ensevelis sous les décombres du bel édifice qui abritait les services publics de l'île, après avoir travaillé dur pendant quatre jours depuis la première grosse secousse : en plus du surcroît de communications occasionné en ces circonstances, il leur avait fallu parcourir à pied, de leur propre gré, les 60 km de montagne entre Argostóli et Sami pour réparer les poteaux de télégraphe tombés avant le plus gros séisme. La mémoire de ces télégraphistes est encore de nos jours honorée en Céphalonie. 

En plus de ces morts, la Céphalonie perd 100 000 habitants sur une population totale d'environ 125 000 : c'est le nombre de ceux qui choisissent d'émigrer  - mais ces dernières années, en particulier depuis que le film britannique La mandoline du capitaine Corelli sorti en 2001 a donné un sérieux coup de pouce au tourisme, nombre de ces émigrés sont revenus dans l'île,.

### Destruction des bâtiments (patrimoine architectural, identité)
Presque tous les bâtiments de Céphalonie sont détruits, laissant la quasi-totalité de la population sans-abri. Argostóli, Sami, Assos (pourtant situé sur la péninsule d'Erisos, plus épargnée), sont soit rasés soit inhabitables. Un témoin oculaire sur un bateau dans le port d'Argostóli dit avoir vu la ville s'effondrer comme un château de cartes. Son Musée historique et folklorique Korgialenio est détruit : il perd la plupart de ses objets et documents historiques d'Argostóli dont de nombreuses photos « d'avant le séisme ». Le phare Saints-Théodore et les moulins marins de Fanari sont détruits avec le reste - mais ces derniers eussent-ils résisté, il eût fallu les reconstruire 60 cm plus bas pour rétablir leur fonctionnalité compte tenu du nouveau niveau de l'île. De nombreuses villes et villages seront reconstruits en parpaings voire en préfabriqué ; Sami hérite en sus de larges rues, et de l'avis de certains ressemble maintenant à une station balnéaire anglaise. 

Zante est dans le même cas.
De fait il est plus simple de désigner ce qui a subsisté : la péninsule d'Erisos est plus épargnée que le corps principal de l'île de Céphalonie : Fiskardo et Aghia Ierosalim ont toujours leurs maisons vénitiennes et anglaises, et leur architecture originale des siècles passés. Le cimetière Drapano à Faraklata (près d'Argostóli) n'est guère touché. D'Argostóli, restent deux maisons et un pont. Lixouri conserve deux maisons de son passé.

### Économie
L'émigration massive a porté un rude coup à l'économie locale.

### Des conséquences inattendues
Dans l'ancien couvent byzantin d'Aghios Andréas, en grande partie détruit, apparaissent des fresques du début du XVIe siècle jusqu'alors recouvertes par du plâtre que le séisme a fait tomber. Rénové depuis, le monastère est maintenant devenu un Musée byzantin ecclésiastique abritant des icônes et des fresques venant des églises environnantes abandonnées,. 

La grotte de Melissani est découverte à la suite de l'effondrement de son toit.
La "pierre oscillante" de Kounopetra, à Lixouri, cesse de se balancer.

## Aide nationale et internationale
Selon le code juridique maritime de l’époque, la première force de secours qui arrive sur la scène prend le commandement de l’opération. La marine israélienne fut la première à débarquer sur les rivages de Céphalonie, elle a donc pris l’aide en charge et a également dirigé les opérations de sauvetage des flottes américaine et britannique. Pendant trois jours et trois nuits les 450 hommes de la marine israélienne ont lutté côte à côte avec les Américains et les Britanniques pour fournir des secours aux habitants des îles grecques, sauvant des centaines de victimes d’une mort certaine, transportant 400 victimes gravement blessées sur le continent, et donnant une aide médicale à 16.000 habitants.
Le HMS Daring de la marine britannique est le premier à arriver sur place - son capitaine, P. D. Gick, rapporte que les tremblements secouaient la coque comme des explosions de fond. Une rue du nouvel Argostóli porte le nom du navire, et lors d'une cérémonie pour le 50e anniversaire du séisme en 2003 l'association HMS Daring reçoit une plaque commémorative. Peu après lui arrivent des bateaux grecs, puis américains, italiens, anglais et néo-zélandais, ainsi que des avions. Quatre navires de guerre de la marine israélienne, proches des îles, répondent au S.O.S. lancé de Céphalonie et viennent participer aux efforts ; c'est la première fois qu'Israël intervient dans une zone de catastrophe.
L'amiral John Cassidy, chef de la Sixième flotte des États-Unis, coordonne les efforts. Tous font de leur mieux pour dégager, nourrir, abriter, soigner, aider et évacuer les survivants des villes et des montagnes. Le HMS Forth, navire de base pour sous-marins, arrive le 17 août avec nourriture, couvertures, essence, eau, médicaments et vêtements. Ses marins montent une hutte Nissen comme hôpital pour enfants, qui sera encore en service 7 ans plus tard. Malgré les cantines que les secours mettent sur pied, beaucoup d'habitants sont si choqués qu'ils ne mangent rien jusqu'à leur évacuation - à Poros pour certains, Patras pour d'autres... Mais pour ceux qui sont évacués à Patras, rien n'est prévu pour les recevoir : ils sont rassemblés dans une école vide, sans nourriture ni autre abri. Le samedi 15 août, jour de l'Assomption, tous les magasins sont fermés et même ceux des rescapés qui ont quelque argent avec eux ne trouvent de quoi se nourrir. 

Le capitaine Gick lance le 16 août un appel à la solidarité internationale ("National Greek Earthquake Appeal") sur la BBC. Les journaux de Copenhague en organisent un aussi. France, Belgique, Suisse, Portugal, Vatican, Allemagne de l'Ouest, Yougoslavie, URSS, Canada, Afrique du Sud, Australie, Suède, Autriche, Pays-Bas et Danemark, envoient rapidement d'importantes quantités de nourriture et de matériel d'aide. De nombreuses associations humanitaires et des groupes religieux se mobilisent également, avec entre autres la Croix Rouge, le Croissant Rouge de Turquie, d'Égypte et d'autres pays musulmans, UNICEF, la branche suédoise de Save the Children. D'autres institutions entrent en jeu égalementc omme les 120 étudiants de trois écoles Hahn qui se réunissent en Céphalonie pour aider à la reconstruction d'un hospice pour personnes âgées. Les Grecs de la diaspora, en particulier américaine et australienne, réagissent bien sûr très vite.
Un fonds d'aide national est mis en place par le gouvernement grec, qui attribue également une aide aux insulaires concernés par le séisme lors de l'introduction le 22 septembre 1954 de la nouvelle drachme. La Poste grecque émet deux timbres en édition spéciale, exclusivement réservés à l'utilisation en tant que suppléments ; les fonds ainsi réunis sont destinés aux victimes du séisme. Céphalonie, Zante et Ithaque bénéficient d'une sorte d'exemption postale pour leur courrier jusqu'à la fin de 1955.
Les journalistes étrangers n'arrivent que plusieurs jours après, sauf quelques privilégiés qui arrivent par l'avion envoyé par l'ambassade américaine qui s'est chargée d'estimer les dégâts (son pilote compare Agostoli à Berlin juste après son bombardement). La presse internationale relate en termes poignants les comptes-rendus de la catastrophe, que les journalistes envoient à partir de Patras ou des navires de guerre ancrés à Argostóli et venus apporter du secours. Le Daily Mail britannique indique que le village de Moussata (près de Livathos) est resté cinq jours sans nourriture - c'est le cas pour de nombreux villages de montagne, dont les routes sont dégradées, fissurées, ou bloquées par des rochers entraînés par des glissements de terrain et que les marins venus à la rescousse doivent faire sauter. 

La presse nationale reste très réservée, y compris sur les intensités Richter, qui n'y sont données qu'après plusieurs mois durant lesquels les secousses sont simplement décrites comme "intenses".

## Reconstruction
Pays malmené par la Seconde Guerre mondiale et par la guerre civile (1946-1949), la Grèce est un pays très pauvre qui n'a pas les ressources nécessaires pour la reconstruction.
Les Français, qui aimaient particulièrement Assos[réf. nécessaire], financent l'entière reconstruction du village - une plaque commémorative les en remercie en grec et en français, et une nouvelle place est appelée place de Paris. La Suède fait de même pour un autre village. Un armateur d'origine céphalonienne émigré aux États-Unis, Giorgios Vergotis, fournit les fonds pour la reconstruction totale du village de Kourkoumelata, et conformément à sa volonté, le village retrouve les lignes de son architecture néo-classique d'autrefois. En mémoire de cette généreuse contribution, et pour honorer cette famille d'armateurs grecs originaires de Kourkoumelata, la place centrale du village porte aujourd'hui le nom de Roccos Gerasimos Vergotis. Kourkoumelata rénové et modernisé est de nos jours considéré comme l'un des plus jolis villages de Céphalonie.
La plupart des nouvelles constructions obéissent à de strictes normes anti-sismiques. Cette sûreté, indispensable, ne contribue pourtant guère à reconstruire un patrimoine architectural à jamais défiguré[pas clair]. Le cas de Sami est cité plus haut ; Argostóli, reconstruit par le gouvernement grec, subit le même sort. Zante, capitale de l'île éponyme, bénéficie d'efforts pour lui faire retrouver le style d'architecture traditionnelle. La région a longtemps gardé les marques profondes de cette tragédie.
Les anciennes maisons de Fiscardo sont de nos jours soumises à un décret de préservation.